# 조세권
조세권(趙世權, 1978년 6월 26일 ~ )은 대한민국의 전 축구 선수로 포지션은 수비수였다.

## 개요
고려대학교를 나왔다. 힘에서는 누구에게도 밀리지 않은 강한 피지컬과 투지로 인하여 '싸움닭'이라는 별명을 얻었다.

## 축구인 생활

### 선수 생활
2001년 드래프트 1순위로 울산 현대 호랑이에 입단하여, 팀의 K-리그 1회 우승 (2005년), K-리그 2회 준우승 (2002년, 2003년)에 공헌하였다. 2007년 전남 드래곤즈로 이적하였으나, 구단과 마찰 끝에 훈련을 잘 이행하지 않는 등의 불성실한 태도를 보여 전남 드래곤즈 구단은 그 해 여름 그를 임의탈퇴 선수로 공시하고 방출하였다. 이후 6개월간 무적 신분으로 지내다. 대학선배 에이전트 권혁재의 도움으로 2008년 고양 국민은행에 입단하였지만, 2009년 다시 팀을 떠났다.
2009년,국민은행 팀을 나와서 일본 J리그 도쿄베르디팀 입단 테스트를 봤으나 연습 부족으로 인한 체력적이 문제로 입단에 실패 하였다. 그해 여름 에이전트(권혁재) 도움으로 중국 지아리그 랴오닝 훙윈에 입단하여 팀의 슈퍼리그 승격에 공헌하였고 2010년엔 슈퍼리그 충칭 리판에 입단하였으나 고질적인 무릎 부상으로 인하여 7월 구단과 양자합의에 따라 계약을 해지 하였다.

### 국가 대표 생활
1997년 FIFA U-20 월드컵, 1998년 아시안 게임, 2000년 하계 올림픽에서 국가대표에 선발되었다. 1998년 11월 22일, 한중 정기전에서 중국과의 경기로 A매치 데뷔전을 치렀다.

## 그 외
2005년 12월, 노현주와 결혼하였다.

## 경력

### 선수 경력
- 2001년 ~ 2006년  울산 현대 호랑이
- 2007년  전남 드래곤즈
- 2008년  고양 국민은행

## 수상

### 클럽

#### 울산 현대 호랑이
- K-리그 우승 1회 (2005년)
- K-리그 준우승 1회 (2002년, 2003년)
- 아디다스 컵 준우승 1회 (2002년)
- 하우젠 컵 준우승 1회 (2005년)
- 대한민국 슈퍼컵 우승 1회 (2006년)
- A3 챔피언스컵 우승 1회 (2006년)